# Xbox Cloud Gaming
Xbox Cloud Gaming是Xbox的雲端遊戲服务，由Microsoft Gaming提供。Xbox Cloud Gaming最初在2019年11月发布测试版，后来在2020年9月15日面向Xbox Game Pass Ultimate用户推出。Xbox Game Pass云游戏免费提供给Ultimate的用户。Xbox Cloud Gaming通过将设备链接到云端远程服务器来运行。